# Скринька 25
«Скринька 25» (ісп. Caja 25) — панамський документальний фільм, знятий Мерседесою Аріас та Делфіною Відаль. Фільм був висунутий Панамою на премію «Оскар-2016» у номінації «найкращий фільм іноземною мовою».

## Сюжет
Фільм розповідає про будівництво Панамського каналу на тлі неспокійних відносин між Панамою та Сполученими Штатами. Проте, у центрі уваги опиняються 114 нещодавно виявлених листів, написаних будівниками каналу, які описують жорстокі умови праці, дискримінацію і незламну волю.